# Комишна (притока Повної)
Комишна — річка в Україні, права притока річки Повна. Басейн Сіверського Дінця. Довжина 95 км. Площа водозбірного басейну 1 205 км². Похил 1,7 м/км. Долина трапецієподібна, подекуди асиметрична, завширшки 2—2,5 км. Заплава двостороння, шириною 100—150 м. Річище помірно звивисте. Використовується на зрошення. Споруджено шлюзи, водосховище, близько 20 ставків.
Бере початок біля с. Микільське. Тече по території Міловського, Біловодського районів Луганської області Впадає в річку Повну на теренах Ростовської області Росії. Впроваджене залуження та заліснення берегів.